# قائمة الأطباق العربية
قائمة الوجبات العربية هي قائمة تستعرض الوجبات والأكلات والأطعمة والطبخات والمشروبات المتضمنة في المطبخ العربي.

## مقبلات
| الاسم   | الصورة | النوع  | الأصل         | الوصف |
| ------- | ------ | ------ | ------------- | --- |
| ورق عنب |        | مقبلات | عثماني        | طبق مقبلات يتكون من أوراق العنب الملفوفة المحشية بالأرز والخضروات والبهارات. |
| لبنة    |        | مقبلات | العالم العربي | |
| حمص     |        | مقبلات | الشام         | طبق يتم تحضيره من نبات الحمص والزيت والخضروات. |
| فتة حمص |        | مقبلات | الشام         | طبق يتألف من طبقة من الحمص المسلوق، والمثوم يغطى بطبقة سميكة من مكسرات الخبز المحمص أو المقلي ويُضاف فوقه لبن الزبادي المملح. وللتزيين، يضاف على وجه اللبن الصنوبر المقلي بالزبدة أو السمن. كما يمكن إضافة اللحم المفروم المبهر بالبهار الحلو والمقلي بدهنه. |

## أطباق رئيسة
| الاسم          | الصورة | النوع           | الأصل                       | الوصف |
| -------------- | ------ | --------------- | --------------------------- | --- |
| هريس           |        | ثريد            | عربي                        | لحم وقمح مهروس. |
| شكشوكة         |        | بيض             | شمال إفريقيا و الشرق الأوسط | |
| شيش طاووق      |        | مشويات          | الشام                       | |
| كباب           |        | مشويات          |                             | |
| فول مدمس       |        | إفطار           | مصر                         | |
| مندي           |        | طبق رئيسي       | دول شبه الجزيرة العربية     | |
| مقلوبة         |        | طبق رئيسي       | الشام                       | |
| مسخن           |        | طبق رئيسي       | فلسطين                      | |
| منسف           |        | طبق رئيسي       | الأردن                      | |
| مطبق           |        | العجة           | اليمن                       | |
| كبة            |        | مقبلات          | الشام                       | |
| كسكس           |        | طبق رئيسي       | المغرب العربي               | |
| كبة البطاطا    |        | مقبلات          | غير معروف                   | |
| كبة لبنية      |        | مقبلات          | الشام                       | |
| كبة نيئة       |        | مقبلات          | الشام                       | |
| كسرة           |        | معجنات          | الجزائر                     | |
| شنكليش         |        | أجبان           | الشام                       | |
| شرمولة         |        | طبق رئيسي       | المغرب العربي               | |
| صفيحة          |        |                 | الشام                       | |
| طاجين          |        | يخنة أو كسرولة  | المغرب العربي               | |
| طبيخة          |        | حساء            | المغرب العربي               | |
| طنجية          |        |                 | المغرب                      | |
| شيشبرك         |        | طبق رئيسي       | الشام                       | |
| عثملية بالقشطة |        | حلويات          | الشام                       | |
| عش البلبل      |        | حلويات          | الشام                       | |
| عصيدة الزقوقو  |        | حلويات          | المغرب العربي               | |
| فتة            |        | طبق رئيسي       | الشام/مصر                   | |
| فتوت           |        |                 | اليمن                       | |
| فتوش           |        | سلطة            | الشام                       | |
| فحسة           |        | طبق رئيسي       | اليمن                       | |
| فخاره          |        | طبق رئيسي       | الشام                       | |
| فريكة          |        | طبق رئيسي\شوربة | الشام/العراق/مصر            | |
| فلفل حلبي      |        | بهار            | حلب                         | |
| قرصان          |        | معجنات          | نجد                         | |
| قضامة          |        | وجبة خفيفة      | الشام                       | |
| قوزي           |        | طبق رئيسي       | العراق                      | طبق غني بالأرز واللحم، يقدّم غالباً في المناسبات ويحضّر من لحم الغنم أو لحم البقر، والأرز، والبصل، والزيت النباتي، والهال، والقرفة، وورق الغار، والفلفل الأبيض، والملح، والفلفل الأسود. |
| كبسة           |        | طبق رئيسي       | دول شبه الجزيرة العربية     | |
| الكشري         |        | طبق رئيسي       | مصر                         | |
| كشك            |        |                 | المشرق العربي               | |
| كفتة           |        | طبق رئيسي       | مصر\بلاد الشام              | |
| لبلابي         |        |                 | تونس                        | |
| كمونية         |        |                 | تونس                        | |
| لحم بعجين      |        | فطيرة لحم       | المشرق العربي               | |
| مجدرة          |        | طبق رئيسي       | المشرق العربي               | |
| محشي           |        | طبق رئيسي       | مصر\بلاد الشام              | كوسا أو باذنجان أو قرع أو فليفلة أو بطاطا مفرغة تُحشى بخلطة معينة. |
| شاورما         |        | لحم             | بلاد الشام                  | لحم يكون عادة من اللحم البقري أو لحم الجمل أو لحم الضأن أو لحم الدجاج، يوضع اللحم مرصوصاً على سيخ معدني ثم يشوى.                                                                      |
| شاكرية         |        | طبق رئيسي       | بلاد الشام                  | وجبة تتكون من اللحم المطبوخ باللبن، تقدم عادة مع الأرز |
|                |        |                 |                             | |

## مشروبات

### أطباق الحساء
| الاسم     | الصورة | النوع | الأصل  | الوصف |
| --------- | ------ | ----- | ------ | ----- |
| شوربة عدس |        | حساء  | الشام  |       |
| الحريرة   |        | حساء  | المغرب |       |

### باردة
| الاسم          | الصورة | النوع                  | الأصل            | الوصف |
| -------------- | ------ | ---------------------- | ---------------- | ----- |
| ليمون بالنعناع |        | مشروب                  | بلاد الشام/تركيا |       |
| عيران          |        | مشروب (منتجات الألبان) | آسيا             |       |
| عرق            |        | مشروب كحولي            | الشام            |       |

### ساخنة
| الاسم      | الصورة | النوع | الأصل         | الوصف |
| ---------- | ------ | ----- | ------------- | ----- |
| قهوة عربية |        | قهوة  | العالم العربي |       |

## حلويات
| الاسم        | الصورة | النوع      | الأصل          | الوصف                                                                                                |
| ------------ | ------ | ---------- | -------------- | --- |
| بسبوسة       |        | حلويات     | مصر            | تُحضّر من السميد بشكل أساسي، وتزين بالمكسرات.                                                          |
| لقيمات       |        | عجين مقلي  | عثماني         | |
| كنافة        |        | حلويات     | فلسطين         | خيوط عجين، يضاف إليها السمن والسكر والمكسرات.                                                        |
| عصيدة        |        | حلوى شحمية | عربي           | دقيق القمح، زبدة أو عسل.                                                                             |
| عفوسة        |        | حلوى شحمية | عربي           | دقيق، تمر أو رطب.                                                                                    |
| قطايف        |        | حلويات     | العالم العربي  | فطيرة مكوّنة من عجينة سائلة، يتمّ تناولها محشوّة بالمكسّرات، أو القشطة، أو الجبنة ويتمّ تحميرها أو قليها. |
| كعك العيد    |        | حلويات     | مصر\بلاد الشام | |
| غريبة        |        | حلويات     | المغرب العربي  | |
| كنافة مبرومة |        | حلويات     | فلسطين         | |
| قريوش        |        | حلوى       | الجزائر        | |
| كلاج         |        | حلوى       | بلاد الشام/مصر | تتكون من رقائق عجين توضع فيها حشوة، مثل قشطةمطبوخة أو لحم مفروم، ومن ثم الزيت الحار                  |

## السلطات
| الاسم | الصورة | النوع | الأصل      | الوصف |
| ----- | ------ | ----- | ---------- | --- |
| فتوش  |        |       | بلاد الشام | طبق يتكون من قطع كبيرة من الخيار والطماطم، ومجموعة من الخضار وقطع محمصة أو مقلية من الخبز وأحياناً يُعصر الليمون عليها أو يوضع زيت زيتون أو السماق. |

## أخباز
| الاسم      | الصورة | النوع | الأصل  | الوصف |
| ---------- | ------ | ----- | ------ | ----- |
| صمون عراقي |        | خبز   | العراق |       |

## صلصات وتغطيات
| الاسم            | الصورة | النوع    | الأصل            | الوصف |
| ---------------- | ------ | -------- | ---------------- | ----- |
| طحينة            |        | صلصة غمس | العالم العربي    |       |
| ليمون أسود       |        | بهار     | العالم العربي    |       |
| ماء ورد          |        | ماء مُنكّه | الساسانيون\سوريا |       |
| ماء زهر البرتقال |        | ماء مُنكّه | غير معروف        |       |
| هيل              |        | بهار     | غير معروف        |       |
| لبنة             |        | مقبلات   | العالم العربي    |       |

## أطباق أثرية ومندثرة
ابتكر الطهاة في العهد العباسي والعثماني العديد من الأطعمة والأطباق لموائد الولاة والسلاطين، كما ابتكر العرب في الجاهلية سابقاً أطباقاً عدة، وما كان مصير معظمها إلا أن اندثر مع ظهور الحضارات المعاصرة.
| الاسم        | الصورة | النوع     | الأصل     | الوصف                                    |
| ------------ | ------ | --------- | --------- | ---------------------------------------- |
| نبيذ فلسطيني |        | نبيذ      | فلسطين    |                                          |
| السكباج      |        | طبق رئيسي | غير معروف | لحم وخل مُبهر بالتوابل.                   |
| إبراهيمية    |        | طبق رئيسي | غير معروف | لحم وبصل مُبهر بالأعشاب والتوابل.         |
| جرجانية      |        | طبق رئيسي | غير معروف | وجبة حامضة تتكون من اللحم المبهر والبصل. |
| حماضية       |        | طبق رئيسي | غير معروف | لحم مُبهر معصور عليه فاكهة حمضية.         |
| ديكبريكة     |        | طبق رئيسي | فارسي     | لحم مُبهر مع الخل.                        |
| زيرباج       |        | طبق رئيسي | غير معروف | لحم مُبهّر مرشوش بالزعفران، مع الخل        |
| نيرباج       |        | طبق رئيسي | فارسي     | لحم وحبوب الرمان، والزبيب.               |

## وصلات خارجية
- علي، حسين (25 آيار، 2017م.). "أطعمة عرب الجاهلية وأشهر موائدهم". مؤرشف من الأصل في 2017-08-26. اطلع عليه بتاريخ 23 حزيران، 2017م.. {{استشهاد ويب}}: تحقق من التاريخ في: |تاريخ الوصول= و|تاريخ= (مساعدة)